# Gustaf Nils Clodt
Gustaf Nils Clodt, född 30 maj 1712, död 24 augusti 1770 på Yxtaholm, var en svensk major och friherre. 

## Biografi
Gustaf Nils Clodt tillhörde den baltiska och svenska adelsätten Clodt. Han var son till Johan Adolf Clodt von Jürgensburg (1658-1720) och Juliana Christina Bonde af Björnö (1684-1758). Han har varit militär i utländska arméer bland annat som kapten vid de polska livdragonerna i Danzig 1733 under kung Stanisław I Leszczyński, kapten vid Appelgrens regemente i Frankrike (Royal suédois) 1734 och löjtnant vid svenska livgardet 1740. Han inflyttade från Livland till Sverige där han fick överintendents titel 1764. Han begravdes i Mellösa kyrka.
År 1738 förvärvade han genom gifte med Beata Gustava Sparre af Rossvik (1720-1782) egendomen Yxtaholm i Södermanland. Genom omfattande nybyggnadsverksamhet skapade han dagens bebyggelse med bland annat corps de logi och ett ståtligt stall där han själv uppges varit arkitekt. Hela omdaningen av Yxtaholm dröjde 15 år från 1752 till 1767 och kostade 78 890 daler kopparmynt.